# Mauricio D'Alessandro
Mauricio Longin D'Alessandro (Tandil, 3 de agosto de 1958) es un abogado argentino.

## Biografía
En su infancia estudió en la Escuela Normal Mixta General San Martín de Tandil. Durante su adolescencia estudió inglés recibiendo el título habilitante de la Cultural Inglesa y se recibió en la Academia Municipal de Artes Vicente Seritti de profesor de Dibujo y Pintura.
Cuando finalizó sus estudios secundarios se mudó a Buenos Aires para estudiar Derecho en 1976. En 1982 egresó de la Universidad de Buenos Aires obteniendo su título de abogado. Durante la vida universitaria comenzó su actividad política en el Comité Capital de la Unión Cívica Radical.
Hizo el servicio militar una vez recibido y consiguió su primer trabajo como abogado en La Tandilense Cía. de Seguros. Durante los primeros años de su carrera se incorporó al estudio Lerner-Martínez-Di Stefano donde permanece hasta que en 1989 decidió fundar el estudio Ayarra & D'Alessandro con su socio y amigo Guillermo Ayarra. Desde sus inicios se especializó en la defensa de derechos civiles y garantías constitucionales.
Férreo opositor a la política de privatizaciones de Carlos Menem, patrocinó el recurso de amparo que los gremios aeronáuticos interpusieron contra la venta de Aerolíneas Argentinas a Iberia. El recurso, que obtuvo sentencia favorable, fue apelado por el gobierno ante la Corte Suprema dando lugar a lo que se llamó el primer “per saltum” de la historia judicial argentina.
En igual sentido patrocinó a diputados de la oposición contra el levantamiento de las escalas no rentables de la empresa aérea, contra el cercenamiento de convenciones colectivas de trabajo y en 1997, logró la suspensión de la entrega de Aeropuertos hasta tanto se constituyera el organismo de control por parte de los usuarios. Ese mismo año, y a cargo de la Gerencia General de OSPLAD (Obra Social para la Actividad Docente), declaró válida la unión de parejas homosexuales permitiendo la inscripción del conviviente como beneficiario de la cobertura.
En 2001, interpuso el que fue el primer recurso de amparo contra el ¨corralito¨ bancario obteniendo sentencia favorable. La sentencia, emitida por el Juez contencioso Martín Silva Garretón, se convirtió en un ¨leading case¨. En el ínterin, representó a 543 mujeres argentinas que demandaron a la empresa Dow Corning en un megapleito originado en Birmingham, Alabama, que repartió más de U$S3.600 millones entre damnificadas de todo el mundo.
Durante los años 1990 participó en programas televisivos y condujo programas de cable. Entre ellos Último Momento, Fútbol Virtual y Abogado de Señoras con el también abogado y árbitro Guillermo Marconi. El programa asesoraba a mujeres en procesos de divorcio. En ese momento creó una página web www.divorcioonline.com para que las parejas hicieran los trámites vía internet.
Condujo el programa de culto La Corte que consistía en mediar entre conflictos de personas que no podían resolver dichos inconvenientes en un tribunal ordinario. En radio, “Hoy por Hoy” programa que conducía junto a Néstor Ibarra en Radio Mitre. Ibarra le habilita una columna diaria que bautizó “El abogado del Pueblo”. Trabajó con Bautista “Beto” Casella, Daniel Malnatti y Fernando Carnota.
Asesorando a los trabajadores de juegos de azar, es designado por la legislatura en el Instituto de Juegos de Apuestas de la Ciudad Autónoma de Buenos Aires como asesor durante el período 2004–2007.
Desde 2004 fue designado asesor de gabinete de la Procuración del Tesoro de la Nación “ad honorem” a través del Decreto Presidencial 1606/04 coordinando la defensa argentina ante el CIADI. Cesó en sus funciones a fines de 2007 con la finalización del mandato de Néstor Kirchner.
En julio de 2011 fue el abogado en el escándalo Juana Viale-Gonzalo Valenzuela, por el caso de las fotografías íntimas robadas.
En septiembre de 2011 un cliente denunció a Chayanne por presunta evasión impositiva.
En 2011 es panelista invitado de Bendita e invitado recurrente de Animales sueltos, Intratables y El diario de Mariana.
Fue elegido diputado provincial por UDESO en las elecciones del 23 de octubre de 2011, acompañando la candidatura a Gobernador de Francisco de Narváez.
Durante 2012 representó al padre de Pablo Albarracini, testigo de Jehová baleado en un asalto, en su lucha para lograr que se le realizara una transfusión sanguínea mientras el joven se encontraba en coma. El caso adquirió relevancia nacional por cuanto existía una “directiva anticipada” negándose a recibir sangre. La Corte Suprema resolvió la cuestión validando la decisión del paciente tomada cuatro años antes por sobre el “derecho a la vida” que invocaba su padre. Albarracini hijo ha sido dado de alta.
El 17 de diciembre de 2014 presentó una medida cautelar contra la procuradora fiscal Alejandra Gils Carbo, a los fines de evitar la designación de 16 fiscales en el fuero penal por considerar que ello era ilegal.
El 9 de enero de 2015, el Juez Contencioso Administrativo Lavié Pico dictó una pre-cautelar para suspender los nombramientos. El gobierno recusó al juez el día 12 de enero, pero la presentación fue rechazada. El mismo día, el Juez hizo lugar a otro amparo promovido por la Asociación de Magistrados de la Nación.
Desde 2013 a marzo de 2018 perteneció al Frente Renovador, liderado por Sergio Massa.
Mauricio D'Alessandro fue elegido concejal del partido de Tandil en octubre de 2017, integrando la alianza 1País por el partido Integrar, nombre que tiene su bloque en el Concejo Deliberante. Dicho bloque está integrado por Nilda Fernández y Gustavo Ballent. D'Alessandro no cobra el sueldo ni gastos de representación. 
El 17 de noviembre de 2017 se casó con la abogada Mariana Gallego, de reconocida actuación en los medios tribunalicios de Argentina en la especialidad de Derechos Civiles y Familia.  
En 2016 condujo Imputados Juicio por Jurados por América TV.
Patrocinó a la Asociación Bancaria en su reclamo judicial contra el Ministerio de Trabajo de la Nación Argentina a fin de que se homologaran las paritarias acordadas con las Cámaras del sector, que el gobierno nacional se negaba a convalidar. La medida cautelar promovida tuvo recepción favorable en la Sala IX de feria de la justicia laboral y finalmente, el gobierno acató la decisión. El fallo tiene singular importancia porque el aumento de salarios convenido supera el 20 % establecido como techo salarial.
En la mesa de Mirtha Legrand, el 22 de diciembre de 2018, planteó que existía una íntima vinculación entre la política partidaria "filo K" y el movimiento #NiUnaMenos y señaló que a su entender el colectivo "500 actrices" había logrado "desideologizar" la cuestión ponderando lo que consideró un avance. Tales declaraciones generaron un debate excepcional con la participación de Teté Coustarot, Nancy Pazos y María O'Donnel. D'Alessandro afirmó que la consigna "Libertad a Milagro Sala" y "No al FMI" eran ajenas a la problemática del feminicidio y no podían integrar el reclamo del colectivo. 
En el marco de las elecciones PASO 2023, D'Alessandro se presenta como precandidato a Intendente del partido de General San Martín en la lista de Juntos Por El Cambio que llevó como precandidato a presidente a Horacio Rodríguez Larreta, y como precandidato a Gobernador a Diego Santilli. El 13 de agosto de 2023 triunfó en la interna de JxC confirmando su participación como candidato del partido en las elecciones generales del 22 de octubre de 2023, resultando segundo con una cantidad de votos de 68.324 para intendente y el candidato a gobernador que compartía lista 66.508 votos. resultando su participación efectiva en una cifra positiva de tan solo 1816 votos de diferencia. 
Los días 20 y 25 de diciembre del año 2023, fue panelista de Bendita.
En agosto de 2024 su esposa, Mariana Gallego, paso a representar a la ex primera dama Fabiola Yáñez  en la denuncia contra su expareja y expresidente Alberto Fernández por violencia de género.